# يوسف علاء الدين (لاعب كرة يد)
يوسف علاء الدين لاعب كرة يد حصل على بطولة العالم لكرة اليد للناشئين 2019 تحت 19 سنة، وقد حصل مع باقي زملائه على كأس العالم تحت قيادة المدربين حسين زكي ومجدي أبو المجد وحمادة الروبي وهو يلعب في مركزه جناح أيمن.